# Felben-Wellhausen
Felben-Wellhausen és un municipi del cantó de Turgòvia (Suïssa), situat al districte de Frauenfeld.